# برتا (ویرجینیای غربی)
برتا (به انگلیسی: Bertha) یک منطقهٔ مسکونی در ایالات متحده آمریکا است که در شهرستان سامرز، ویرجینیای غربی واقع شده‌است. برتا ۵۰۵٫۹۷ متر بالاتر از سطح دریا واقع شده‌است.